# Ceanothus serrulatus
Ceanothus serrulatus är en brakvedsväxtart som beskrevs av Mcminn. Ceanothus serrulatus ingår i släktet Ceanothus och familjen brakvedsväxter. Inga underarter finns listade i Catalogue of Life.